# بونه اوافرو
بونه اوافرو (انگلیسی: Boné Uaferro؛ زادهٔ ۴ ژانویهٔ ۱۹۹۲) بازیکن فوتبال اهل آلمان است.
از باشگاه‌هایی که در آن بازی کرده‌است می‌توان به باشگاه فوتبال اس‌سی فورتونا کلن و باشگاه فوتبال یونیون برلین اشاره کرد.
وی همچنین در تیم ملی فوتبال جوانان آلمان بازی کرده‌است.